# Combinata nordica al XV Festival olimpico invernale della gioventù europea
La Combinata nordica al XV Festival olimpico invernale della gioventù europea si è svolta dal 22 al 25 marzo 2022 a Vuokatti in Finlandia. 

## Podi

### Ragazzi
| Evento               | Oro               | Tempo   | Argento         | Tempo   | Bronzo       | Tempo   |
| Gundersen (dettagli) | Eidar Johan Strøm | 14:45.0 | Jiří Konvalinka | 14:46.0 | Marco Heinis | 15:01.0 |

### Ragazze
| Evento               | Oro          | Tempo   | Argento     | Tempo   | Bronzo          | Tempo   |
| Gundersen (dettagli) | Annika Sieff | 10:50.0 | Lisa Hirner | 11:05.0 | Annalena Slamik | 11:24.0 |

### Misto
| Evento                    | Oro     | Tempo   | Argento  | Tempo   | Bronzo | Tempo   |
| Gara a squadre (dettagli) | Austria | 36:01.8 | Germania | 36:27.7 | Italia | 37:34.4 |

## Medagliere
| Pos. | Paese     | Oro | Argento | Bronzo | Totale |
| ---- | --------- | --- | ------- | ------ | ------ |
| 1    | Austria   | 1   | 1       | 1      | 3      |
| 2    | Italia    | 1   | 0       | 1      | 2      |
| 3    | Norvegia  | 1   | 0       | 0      | 1      |
| 4    | Germania  | 0   | 1       | 0      | 1      |
| 4    | Rep. Ceca | 0   | 1       | 0      | 1      |
| 6    | Francia   | 0   | 0       | 1      | 1      |